# EgyptAir

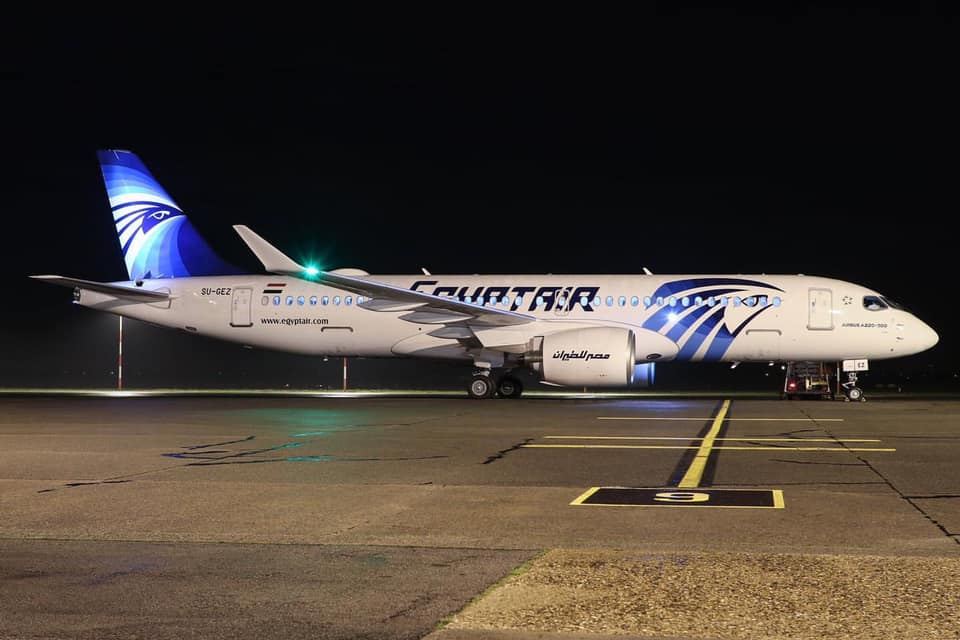
Airbus A220-300 w barwach EgyptAir

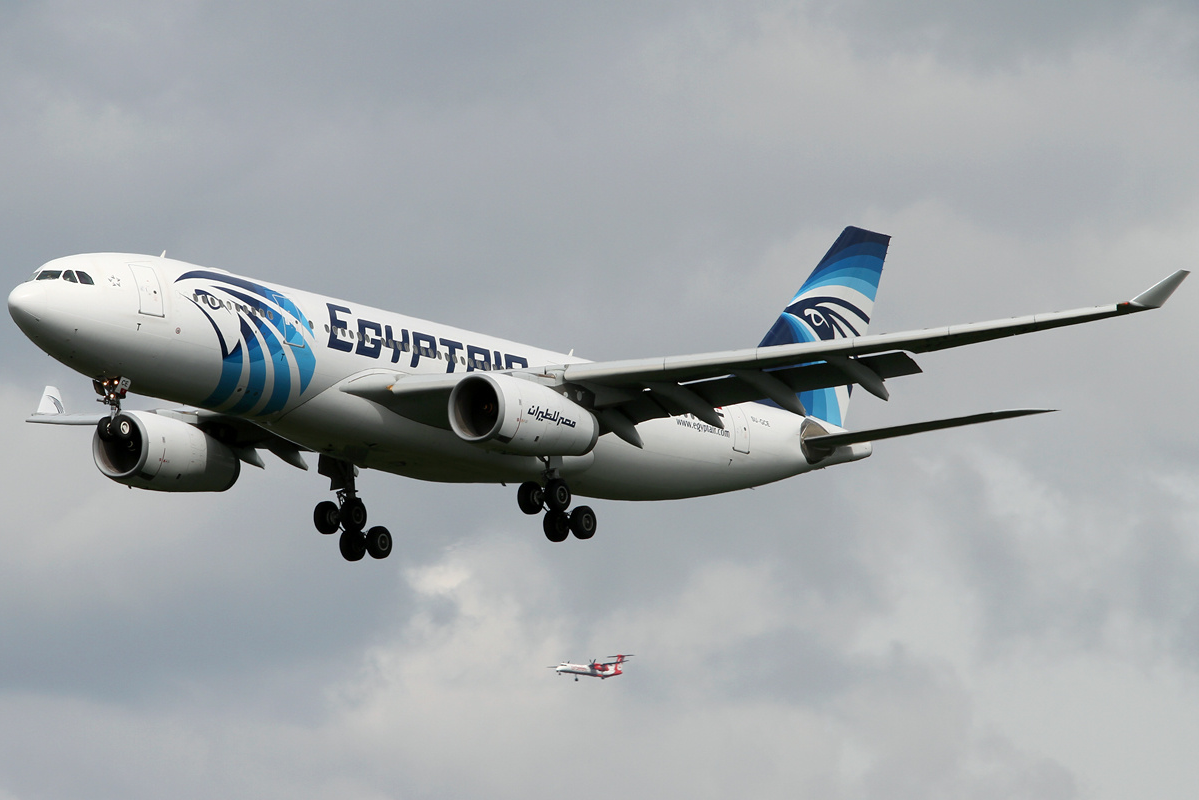
Airbus A330-200 linii EgyptAir

EgyptAir (arab. مصر للطيران, Misr at-Tajaran) – narodowa linia lotnicza Egiptu z siedzibą w Kairze. Oferuje około 75 połączeń z Europą, Afryką, Bliskim Wschodem, Azją, Ameryką Północną i Południową. Głównym portem lotniczym jest port lotniczy w Kairze. EgyptAir jest członkiem Arab Air Carriers Organization, a od 11 lipca 2008 również członkiem sojuszu Star Alliance.
Logiem linii jest Horus, w mitologii egipskiej przedstawiany pod postacią sokoła lub człowieka z głową sokoła. Linie wybrały go jako swoje logo ze względu na to, iż jest on antycznym symbolem „skrzydlatego boga Słońca”.

## Charakterystyka
EgyptAir jest przedsiębiorstwem państwowym ze specjalnym prawem zezwalającym na zarządzanie tak, jakby było przedsiębiorstwem prywatnym, bez ingerencji rządu. Przedsiębiorstwo nie otrzymuje wsparcia finansowego ze strony egipskiego rządu. W 2002 linie przeszły gruntowną reorganizację, w trakcie której przedsiębiorstwo ze spółki państwowej stało się spółką holdingową wraz ze spółkami zależnymi. Reorganizacja zbiegła się z powstaniem egipskiego Ministerstwa Lotnictwa Cywilnego oraz nową strategią rządu polegającą na modernizacji i podnoszeniu standardu własnych lotnisk. Linie otrzymały prawo do pracy bez żadnej ingerencji ze strony rządu i obowiązek samofinansowania bez rządowego wsparcia.
EgyptAir jest właścicielem EgyptAir Express i Air Sinai. Ma również udziały w dwóch innych liniach lotniczych: Air Cairo (60%) oraz Smart Aviation Company (20%). W czerwcu 2007 spółka zatrudniała 20 734 pracowników, z czego 7600 pracuje w liniach lotniczych EgyptAir (linie lotnicze są zależne od spółki).
W 2004 linie lotnicze jako pierwsze w Afryce otrzymały certyfikat IOSA, natomiast w 2006 brytyjska firma ratingowa Skytrax przyznała przewoźnikowi status linii trzygwiazdkowej.
Linia w 2006 otworzyła swoją regionalną spółkę zależną, EgyptAir Express, posiadające samoloty Embraer 170. Przewoźnik realizował połączenia krajowe z Kairem, Szarm asz-Szajch, Hurghadą, Luksorem, Asuanem, Marsa Alam, Abu Simbel i Aleksandrią w celu uzupełnienia sieci połączeń EgyptAir. W 2009 linie otrzymały 12 samolotów Embraer 170. W listopadzie 2019 zostały zamknięte.
EgyptAir Holding Company odnotowała stały wzrost przychodów, zarabiając 170 mln dolarów w roku finansowym 2007/08. Wynik wzmacniają aktywa o łącznej wartości 3,8 mld. USD. Rok finansowy dla spółki trwa od lipca do czerwca przyszłego roku. W roku finansowym kończącym się 31 lipca 2007 EgyptAir osiągnął rekordowe roczne przychody 1,143 mld. USD. W porównaniu z poprzednim rokiem przychody wzrosły o 14%.
Na początku 2007 EgyptAir we współpracy z egipskim Ministerstwem Lotnictwa Cywilnego oraz Egipską Spółką Holdingową dla Portów Lotniczych i nawigacji Powietrznej utworzył nowe linie lotnicze – Smart Aviation Company z siedzibą na lotnisku w Kairze.
16 października 2007 zarząd główny Star Alliance zaakceptował EgyptAir jako przyszłego członka sojuszu. Po okresie dziewięciu miesięcy od akceptacji (rekordowy czas dla linii oczekujących na przyjęcie do sojuszu), 11 lipca 2008 po ceremonii w Kairze linie stały się oficjalnie 21 członkiem sojuszu Star Alliance.
W 2009 w związku z otwarciem nowego terminalu na kairskim lotnisku wszystkie operacje lotnicze linii zostały przeniesione do nowego budynku – Terminalu 3. Zgodnie z zasadą „ruch pod jednym dachem” pozostali członkowie Star Alliance również się tam przenieśli. Rok później EgyptAir przeniosło swoje operacje lotnicze z portu lotniczego w Aleksandrii do nowo wybudowanego portu lotniczego Borg El Arab.
10 marca 2010 linie odebrały swój największy samolot – Boeing 777-300ER, który jest w stanie zabrać na pokład 346 pasażerów. Jest to pierwszy samolot w EgyptAir, który jest wypożyczony (od GECAS). Pozostałe maszyny są własnością Linii lotniczych. Samolot obsługiwał nowo otwarte połączenia do Londynu i Tokio od 31 października 2010. W sierpniu EgyptAir otrzymały również kolejne nowe samoloty Airbus A330-300, które od 1 września zastąpiły Boeingi 777-300ER na trasie do Londynu.
Przewoźnik jest członkiem założycielem Arabesk Airline Alliance i Arab Air Carriers Organization.

## EgyptAir Holding Company
EgyptAir Holding Company została założona w 2002. W jej skład wchodzi siedem spółek, następne dwie weszły w skład kompanii później:
- EgyptAir Airlines
- EgyptAir Maintenance & Engineering
- EgyptAir Ground Services
- EgyptAir Cargo
- EgyptAir In-flight Services
- EgyptAir Tourism & Duty Free Shops
- EgyptAir Medical Services
- EgyptAir Supplementary Industries Company (założona w 2006 roku)
- EgyptAir Express (działała od czerwca 2007 do listopada 2019)

Dwaj przewoźnicy (EgyptAir i EgyptAir Cargo) operują pod tym samym znakiem Lotniczej Kontroli Operacyjnej (AOC), ale są zarządzane osobno i prowadzą własne rachunki zysków i strat.

## Udziały
Linie lotnicze mają swoje udziały w:
- Air Cairo (60%)
- Smart Aviation Company (13,33%)
- Air Sinai (100%)
- Egypt Aero Management Service (50%)
- LSG Sky Chefs Catering Egypt (70%)
- Civil Aviation Finance and Operating Leases – „CIAF-Leasing” (20%)

## Linie partnerskie
Poza liniami lotniczymi będącymi członkami sojuszu Star Alliance, EgyptAir podpisał współpracę z następującymi linami (stan na październik 2024):
- Etihad
- Gulf Air
- Kenya Airways
- Oman Air
- Royal Air Maroc

## Flota
Według stanu na czerwiec 2025 flota EgyptAir składała się z 71 samolotów, w tym 4 do transportu cargo, o średnim wieku 11,2 lat:
| Samolot          | Samolot | Samolot   | Liczba miejsc | Liczba miejsc | Liczba miejsc | Uwagi              |
| Model            | Aktywne | Zamówione | B             | E             | Łącznie       | Uwagi              |
| ---------------- | ------- | --------- | ------------- | ------------- | ------------- | ------------------ |
| Airbus A320neo   | 8       | –         | 16            | 126           | 142           |                    |
| Airbus A321neo   | 7       | –         | 16            | 166           | 182           |                    |
| Airbus A330-200  | 5       | 1         | 24            | 244           | 268           |                    |
| Airbus A330-300  | 4       | –         | 36            | 265           | 301           |                    |
| Boeing 737-800   | 30      | –         | 24            | 120           | 144           |                    |
| Boeing 737-800   | 30      | –         | 16            | 138           | 154           |                    |
| Boeing 737-800   | 30      | –         | –             | 186           | 186           |                    |
| Boeing 777-300ER | 5       | –         | 49            | 297           | 346           |                    |
| Boeing 787-9     | 8       | –         | 30            | 279           | 309           |                    |
| EgyptAir Cargo   |         |           |               |               |               |                    |
| Airbus 330-200F  | 3       | –         | –             | –             | –             | Konfiguracja cargo |
| Boeing 737-800   | 1       | –         | –             | –             | –             | Konfiguracja cargo |
| Łącznie          | 71      | 1         |               |               |               |                    |

## Wypadki i incydenty
- 1 października 1956 roku samolot Vickers Viscount został zniszczony podczas nalotu samolotów English Electric Canberra z 12 szwadronu RAF podczas operacji „Muszkieter”[7]
- 29 września 1960 roku samolot Vickers Viscount rozpadł się w powietrzu i rozbił ok. 27,5 km od Elby; zginęli wszyscy pasażerowie (23 osoby)[8]
- 27 lipca 1963 roku samolot de Havilland Comet spadł do morza podczas podchodzenia na lotnisku w Bombaju; zginęli wszyscy pasażerowie (62 osoby)
- 23 lutego 1964 roku samolot Vickers Viscount został uszkodzony podczas lądowania na lotnisku w Bejrucie[9]
- 16 marca 1969 roku samolot Iljuszyn Ił-18D rozbił się podczas podejścia do lądowania na lotnisku w Asuanie. Zginęło 100 osób, a 5 ocalało.
- 19 marca 1972 roku lot 793 EgyptAir rozbił się w górach podczas podejścia do portu lotniczego w Aden w Jemenie; zginęli wszyscy pasażerowie i załoga (30 osób)
- 29 stycznia 1973 roku samolot Ił-18 uderzył w góry Pentadaktylos w trakcie podejścia do międzynarodowego lotniska w Nikozji na Cyprze, zginęły wszystkie osoby na pokładzie (7 członków załogi i 30 pasażerów)
- 25 grudnia 1976 roku lot EgyptAir 864 rozbił się o kompleks przemysłowy w Bangkoku w Tajlandii; zginęło 20 z 52 osób w samolocie i 72 osoby na ziemi[10]
- 23 listopada 1985 roku lot EgyptAir 648 obsługiwany przez samolot Boeing 737 został porwany na lotnisko na Malcie przez trzech mężczyzn z grupy terrorystycznej Abu Nidala; po kilku godzinach negocjacji, wojska egipskie przypuściły szturm na samolot i rozpoczęli walkę z porywaczami, którzy rzucili kilka granatów i zabili pięciu pasażerów z Izraela i jednego Amerykanina; samolot został poważnie uszkodzony wskutek eksplozji i pożaru; zginęło dwóch z sześciu osób załogi i 59 z 90 pasażerów[11]
- 31 października 1999 roku lot EgyptAir 990 obsługiwany przez samolot Boeing 767 runął do Atlantyku niedaleko Nantucket w Massachusetts; zginęli wszyscy na pokładzie (217 osób)[12]
- 7 maja 2002 roku lot EgyptAir 843 obsługiwany przez samolot Boeing 737-500 rozbił się podczas podejścia do lądowania na lotnisku w Tunisie w czasie ulewnego deszczu, mgły i burzy piaskowej; zginęło 15 z 64 osób na pokładzie
- 19 maja 2016 roku samolot EgyptAir 804 lecący z lotniska w Paryżu do lotniska w Kairze zaginął nad Morzem Śródziemnym z 56 pasażerami oraz 10-osobową załogą[13].